# Operation Böllebank
Operation Böllebank (danska: Bøllebank, svenska: 'busebankning') var en strid som utkämpades mellan ett danskt stridsvagnskompani under FN-flagg och bosnienserbiska styrkor kring en svensk-norsk FN-observationspost i närheten av Tuzla i Bosnien-Hercegovina den 29 april 1994.
Observationsposten med beteckningen Tango 2 utsattes för utdragen artilleribeskjutning från bosnienserbiska styrkor och ett danskt stridsvagnskompani ur den nordiska FN-bataljonen Nordbat 2 skickades till undsättning. Kompaniet bestod av sju Leopard 1A5-stridsvagnar och en pansarbil. Danskarna var vana vid att fientligheter snabbt upphörde inom ett område när man anlände med sina stridsvagnar. Man körde därför i mörkret med tänd belysning och synlig FN-flagg.  När man kom till byn Saraci blev man emellertid beskjuten med granater och avancerade pansarvärnsrobotar från skyddade och kamouflerade ställningar. Stridsvagnskompaniet som befann sig i ett mycket utsatt läge begärde luftunderstöd men det avslogs. Trots att det är tveksamt om insatsreglerna medgav detta så gav den danske befälhavaren överstelöjtnant Möller order om att slå sig ur bakhållet och fortsätta för att undsätta Tango 2. Under striden som följde nedkämpade eller tystade danskarna alla identifierade beskjutande ställningar, förstörde eller jagade bort tre T-55-stridsvagnar och fick en ammunitionsdepå att explodera. Den serbiska sidan uppgav att nio personer dödats på deras sida, andra källor uppger att förlusterna var avsevärt högre. FN förbandet undslapp förluster i människoliv, en stridsvagn skadades.
Det finns olika åsikter om resultatet av striden, den största som utkämpats av danska trupper sedan andra världskriget. Vissa anser att operationen satte stopp för de bosnienserbiska försöken att ringa in och svälta ut Tuzla och därigenom räddade många civila liv. Den framgångsrika operationen anses också ha lett till en ny och mer offensiv dansk doktrin för uppträdande i internationella uppdrag. Det finns också en mer kritisk diskussion om hur operationen leddes, något som getts uttryck för i den danska P1 dokumentären ”Lögnen om Böllebank” från 2017, som dock drogs tillbaka på grund av “beklagliga fel”; publiceringen kom senare tillbaka under namnet ”Om Böllebank”.